# مواد هیبریدی
مواد هیبریدی، کامپوزیت‌هایی هستند که از دو جزء سازنده در ابعاد نانومتری یا مولکولی تشکیل می‌شوند معمولاً یکی از این اتصال‌ها غیر ارگانیک (معدنی) و دیگری ارگانیک (آلی) موجود در طبیعت است. با این وجود این مواد با کامپوزیت‌های معمولی متفاوتند زیرا اجزاء سازنده این کامپوزیت‌ها میکروسکوپی (در ابعاد میکرومتر تا میلی‌متر) است؛ ترکیب در ساختار میکروسکوپی سبب می‌شود تا ماده‌ای همگن تر داشته باشیم که تمایز بین ۲ فاز اصلی و خواص آن‌ها را نشان دهد.

## معرفی
مواد هیبریدی در طبیعت: بسیاری از مواد طبیعی شامل بلوک‌های سازنده ارگانیک و غیر ارگانیک در ابعاد نانو هستند که بخش غیر ارگانیک استحکام مکانیکی و ساختار کلی ماده را تشکیل می‌دهد در حالیکه قسمت‌های ارگانیک پیوند بین بلوک‌های غیر ارگانیک و بافت نرم را منتقل می‌کنند از مثال‌های رایج در این زمینه می‌توان به استخوان و صدف اشاره کرد.

## دسته‌بندی
مواد هیبریدی را می‌توان بر اساس برهم‌کنش‌های بین بخش‌های ارگانیک و غیر ارگانیک دسته‌بندی کرد؛ دستهٔ اول مواد هیبریدی، گونه‌ای از این مواد هستند که در آن‌ها برهم کنش‌های ضعیفی بین دو فاز صورت می‌گیرد همانند: پیوندهای واندروالس، پیوند هیدروژنی و پیوندهای ضعیف الکترو استاتیکی.
دسته دوم مواد هیبریدی موادی هستند که برهم کنش‌های قوی بین اجزاء آن دیده می‌شود همانند: پیوند کووالانسی. همچنین می‌توان از مشخصات ظاهری برای دسته‌بندی این مواد استفاده کرد. یک ماده آلی دو بخشی شامل یک گروه عاملی (مثلاً گروه trialkoxysilane)که توانایی ایجاد پیوند با بخش غیرآلی را دارد می‌تواند شبکه ساختاری را اصلاح کند چرا که در نهایت شبکهٔ بخش غیرآلی تنها توسط گروه‌های ارگانیک اصلاح می‌شوند.
ترکیب‌ها زمانی تشکیل می‌شوند که پیوندی قوی بین بخش‌های ارگانیک و غیر ارگانیک شکل نگیرد برای مثال ترکیب خوشه‌ای دارای ذرات غیر ارگانیک با پلیمر ارگانیک است که در بین آن‌ها هیچ پیوند قوی (مثلاً کووالانسی) دیده نمی‌شود.
دستهٔ دوم هیبریدها زمانی تشکیل می‌شوند که پیوندی میان بخش‌های غیر ارگانیک مثلاً خوشه‌های دارای پیوند کووالانسی با پلیمرهای ارگانیک یا غیر ارگانیک تشکیل شود.

## کامپوزیت‌های هیبریدی
از جمله جدیدترین نوع کامپوزیت‌های مقاوم می‌توان به کامپوزیت‌های هیبریدی اشاره کرد. این کامپوزیت‌ها به وسیلهٔ دو یا چند فیبر مختلف در یک شبکه ساخته می‌شوند که به‌طور معمول خواص ترکیبی بهتری نسبت به کامپوزیت‌های تک فیبره دارند.
در ساخت این مواد از ترکیب فیبرها و مواد زمینه مختلفی استفاده می‌شود اما در رایج‌ترین سیستم کربن و الیاف شیشه در یک رزین پلیمری با یکدیگر ترکیب می‌شوند. الیاف کربن محکم و نسبتاً سخت است و می‌تواند مقاومت بالایی را فراهم کند اما عیب آن قیمت بالای آن است. الیاف شیشه هرچند ارزان است اما فاقد سختی الیاف کربن است. هیبرید شیشه-کربن سخت‌تر و محکم تر است و مقاومت نسبت به ضربه بالاتری دارد و قیمت آن نسبت به پلاستیک‌های تمام کربنی یا تمام شیشه‌ای کمتر است. فیبرها می‌توانند به روش‌های مختلفی با یکدیگر ترکیب شوند که هر روش بر روی خواص ماده مؤثر خواهد بود. مثلاً فیبرها می‌توانند به صف شده و در نهایت با یکدیگر مخلوط شوند یا اینکه به شکل ورقه‌ای متشکل از لایه‌های مختلف باشند که هر لایه دارای یک فیبر است. در حقیقت تمام خواص هیبریدها ناهمسانگرد می‌باشد.

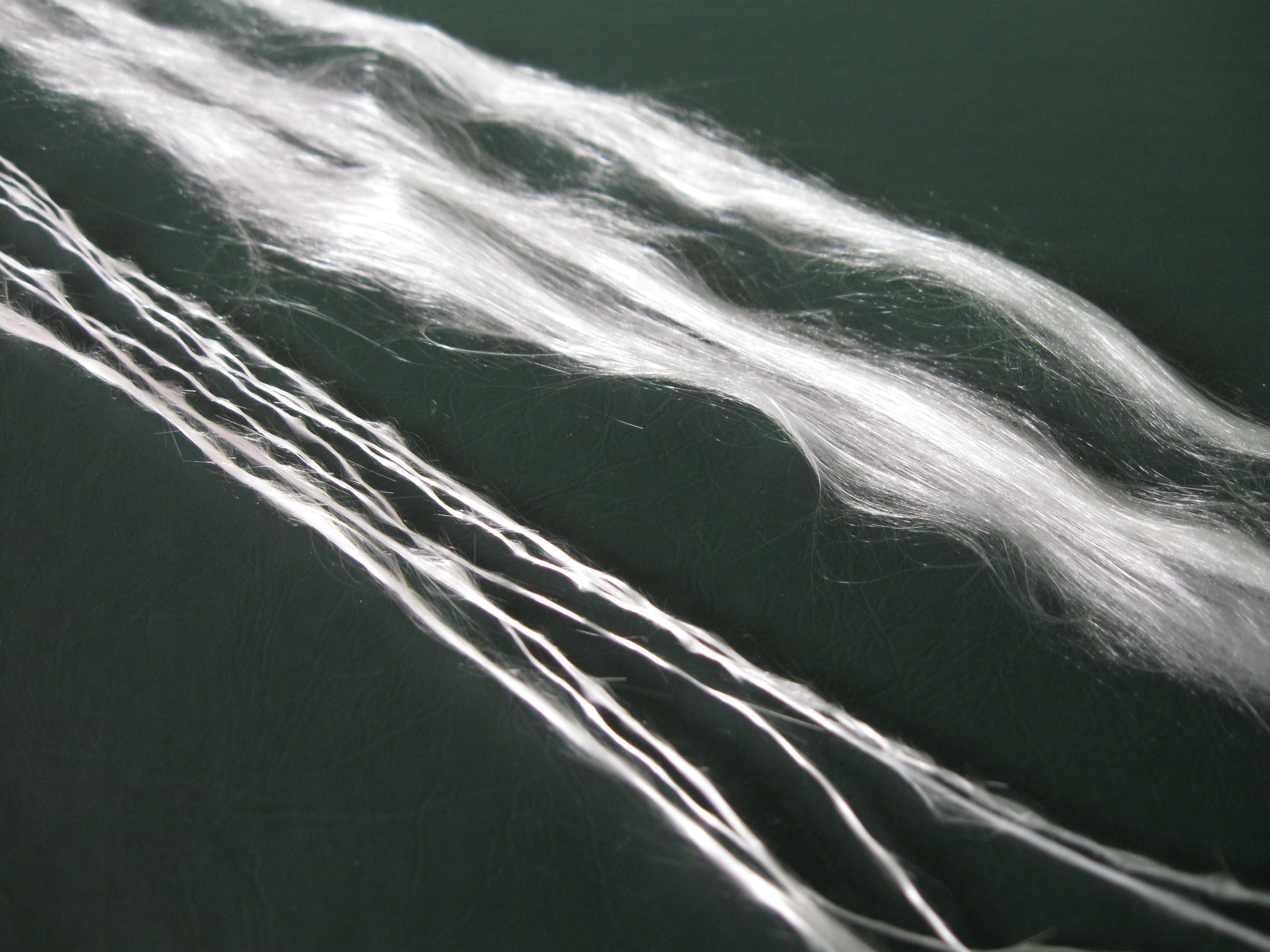
تصویری از الیاف شیشه

وقتی که یک کامپوزیت هیبریدی تحت تنش قرار می‌گیرد تخریب در آن به شکل ناگهانی صورت نمی‌گیرد؛ ابتدا فیبرهای کربنی دچار تخریب می‌شوند و با تخریب آن نیرو به الیاف شیشه منتقل می‌شود و تخریب نهایی با تخریب شبکه زمینه اتفاق خواهد افتاد.
از کاربردهای عمده کامپوزیت‌های هیبریدی می‌توان به ساختارهای سبک قابل حمل در خشکی، دریا و هوا، کالاهای ورزشی و لوازم ارتوپدی اشاره کرد.

## تفاوت بین نانو کامپوزیت‌ها و مواد هیبریدی
اصطلاح نانو کامپوزیت زمانی استفاده می‌شود که ترکیب واحدهای ارگانیک و غیر ارگانیک تولید ماده‌ای کند که دارای ویژگی‌های یک کامپوزیت باشد. به گونه‌ای که خواص اصلی هر بخش در کامپوزیت حاضر بوده و با مخلوط کردن این مواد تغییر نخواهند کرد. اگر خاصیت جدیدی در اثر ترکیب دو ماده به وجود بیاید آنگاه ماده هیبرید خواهد بود. یک مثال ماکروسکوپی قاطر است که از هر کدام از والدین خود (اسب و خر) برای باربری مناسب تر است.
همچنین اندازهٔ هر بخش و نوع پیوند هر کدام در تعریف مادهٔ هیبریدی نقشی ندارد.

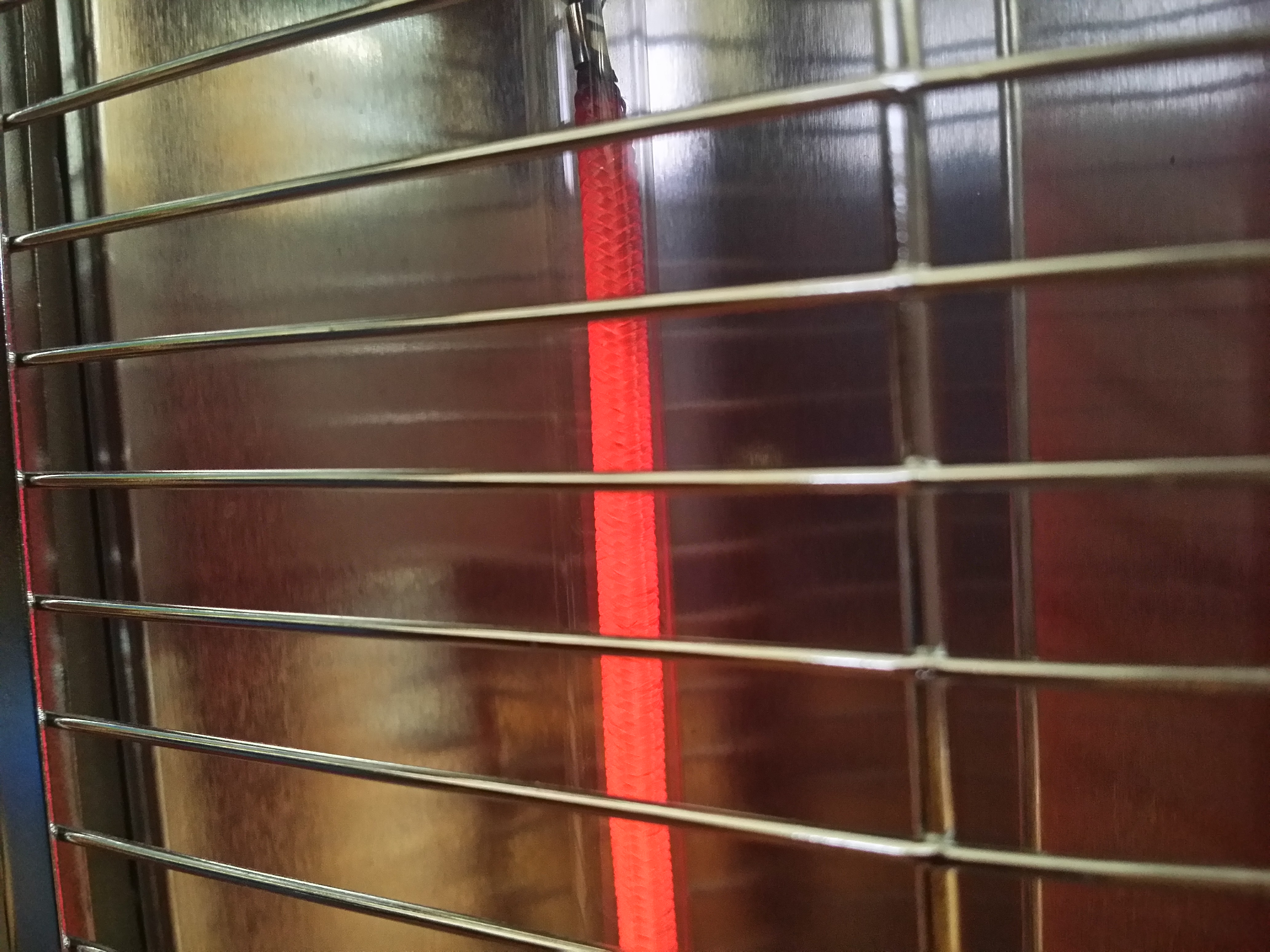
هیتر ساخته شده به وسیله الیاف کربن

## مزایای مواد هیبریدی نسبت به کامپوزیت‌های سنتی
-خوشه‌های غیر ارگانیک با خواص مختلف نوری، الکتریکی و مغناطیسی می‌توانند در شبکهٔ پلیمرهای ارگانیک نفوذ کنند.
-برعکس فرآوری مواد معدنی که اغلب نیاز به دمای بالا دارد، فرآوری مواد هیبریدی نیازبه دمای بالا ندارد چراکه حجم بزرگ بخش آلی و اتصالات عرضی شبکهٔ معدنی سبب می‌شود تا این مواد رفتار پلیمری از خود نشان دهند.
-پراکندگی ذرات در مواد هیبریدی قابل کنترل است بنابراین می‌توان در آن‌ها شفافیت‌های مختلف ایجاد نمود.

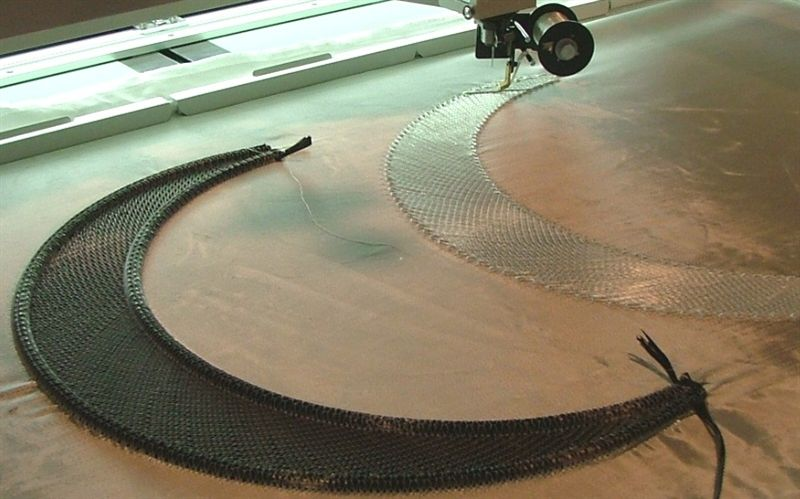
استفاده از الیاف کربن -شیشه

## کاربردها
1. پوشش‌های تزئینی مقاوم به خراش، آبگریز و ضد مه
2. دستگاه‌های الکتریکی و الکترواپتیکی همانند: LED، تصاویر دیودی، سلول خورشیدی و سنسور گاز
3. مصالح نسوز در ساختمان سازی
4. نانوکامپوزیت‌های مورد استفاده در مواد پر‌کنندهٔ دندان
5. کامپوزیت‌های الکترولیت برای دستگاه‌هایی همانند باتری لیتیم جامد و ابرخازن
6. هادی پروتون در سلول سوختی آلکالاین
7. مواد با خواص ضد خوردگی
8. لوازم خانگی